# Kassius Nelson
Kassius Nelson, född 24 juni 1997 i Islington, London, är en brittisk skådespelare.
Nelson har bland annat medverkat i TV-serierna Hollyoaks, White Lines och Dead Boy Detectives.

## Filmografi (i urval)
- 2015–2017 – Hollyoaks (TV-serie)
- 2020 – White Lines (TV-serie)
- 2024 – Dead Boy Detectives (TV-serie)